# Morinda (città)
Morinda (o Murinda) è una città dell'India di 21.788 abitanti, situata nel distretto di Rupnagar, nello stato federato del Punjab. In base al numero di abitanti la città rientra nella classe III (da 20.000 a 49.999 persone).

## Geografia fisica
La città è situata a 30° 47' 31 N e 76° 29' 47 E e ha un'altitudine di 266 m s.l.m..

## Società

### Evoluzione demografica
Al censimento del 2001 la popolazione di Morinda assommava a 21.788 persone, delle quali 11.523 maschi e 10.265 femmine. I bambini di età inferiore o uguale ai sei anni assommavano a 2.460, dei quali 1.377 maschi e 1.083 femmine. Infine, coloro che erano in grado di saper almeno leggere e scrivere erano 15.252, dei quali 8.499 maschi e 6.753 femmine.